# Egy sorsjegy története
Jules Verne könyvének címe több formában is ismert: Egy sorsjegy története, Kamp Ole sorsjegye, Egy sorsjegy (9672-dik szám). A regény Norvégia Telemark megyéjében játszódik az 1882-es esztendőben, a cselekménye egy sorsjegy körül forog, amely a főszereplő szerelmespár boldogságát hozhatja el. A regény szokatlanul lassú történésű, néhol erősen túlírt Verne népszerű műveihez képest. A regényben szereplő települések, megyék, tavak és hegycsúcsok egy része nem valódi földrajzi helyén szerepel.

## Történet
|  | Alább a cselekmény részletei következnek! |

Összefoglalva: a New Found-Land partjainál halászó hajóra szegődött Ole Kamp hazaúton hajótörést szenved, így hiába várja jegyese, Hulda Hansen. A fiúnak az utolsó pillanatban sikerül egy rövid üzenetet írnia egy sorsjegy hátára, amit palackpostára bíz. Hulda bátyjával, a hegyi-vezető Joëllel és apjuk halála óta kis panziójukat vezető anyjával él, ők ketten próbálják a lelket tartani a szerelméért aggódó lányban. A panzióba vetődő tudós és képviselő Sylvius Hog életét Joël menti meg a hegyek közt, a tudós — egyfajta viszonzásként — minden követ megmozgat  Ole, és a többi hajótörött megtalálásáért. A keresés elhíresíti a sorsjegyet is, amelynek mágikus erőt tulajdonítanak, így árának többszörösét kínálják ismeretlenek érte, de Hulda nem adja el. Ám egy uzsorás, Sandgoïst megszerzi a Hansen asszonynak rossz befektetéseihez nyújtott kölcsön elengedése fejében. A sorsolás napján csoda csodát követ. Megjelenik Ole, nála a sorsjegy és kihúzzák a számát. A csoda mögött Sylvius Hog áll, aki visszavásárolta a sorsjegyet, az Ole-t kimentő hajó pedig a viharos tenger miatt ért vissza több hetes késéssel. A szerelmesek természetesen összeházasodnak.

### Első fejezet
Egy küldönc levelet hoz a Dal faluban élő Hulda Hansennek. A levelet Ole Kamp írta, aki az új-foundlandi viezeken halászik a Vikent fedélzetén. Indulás előtt eljegyezte Huldát. Hulda testvére, Joël, aki egyben Ole legjobb barátja. A levélben sikeres halászatról és mihamarabbi visszatéréséről ír. Az utolsó bekezdés egy nagy titokról szól, de annak mibenlétét nem írja meg Ole. A hajó Bergenbe fog befutni. Hulda és Joël az anyjuk vezette panzióban él.

### Második fejezet
A panzió kényelmének dicsérete mellett a környék bemutatása.

### Harmadik fejezet
A Hansen család rövid története, Hansenné, Joël és Hulda bemutatás.

### Negyedik fejezet
Visszatekintve elolvashatjuk, hogy jegyezte el Ole Huldát Andersen lelkész előtt, majd hajózott ki több hónapra távoli vizekre. Egy idegen leszólítja Hansennét, Sandgoïst üdvözletét tolmácsolja, és jelzi, hogy Sandgoïst úr a következő hónapba érkezik a fogadóba. Hansenné kis híján rosszul lesz a hír hallatán.

### Ötödik fejezet
Olénak már meg kellett volna érkeznie, de ifjú mátkája még nem aggódik, az esküvő előkészületei kötik le. Nyoszolyó lánynak Helmboë Szigfridát, legjobb barátnőjét kéri fel. Hosszas leírásból ismerhetjük meg az esküvőn viselendő öltözékeket. Újabb napok telnek el hír nélkül. Joelt két napra a hegyekbe szólítja munkája. Amikor indul, épp egy vendég toppan be a fogadóba.

### Hatodik fejezet
A vendég mogorva, kimért. Fura kérdéseket tesz fel a fogadóval kapcsolatban Hansennének. Fitymálja az ételt, ágyat. Nevét csupán távozáskor árulja el: Sandgoïst úr Drammenből.

### Hetedik fejezet
Hulda bátyja elé megy a hegyekbe. Joël próbálja nyugtatni vőlegénye miatt egyre inkább aggódó húgát. A lány elmeséli a különös látogató történetét, hozzátéve, hogy anyjuk már hallott a férfiről, de most találkozott vele először.

### Nyolcadik fejezet
Joël egy északról érkező vándor elé igyekszik, húga is elkíséri. Továbbra is Ole elmaradásáról beszélgetnek, amikor kiáltást hallanak. Egy férfi szorul segítségre, aki túl közel ment a Rjukan vízeséshez, megcsúszott. Lecsúszott, és épp sikerült megkapaszkodnia, mielőtt a mélybe esett volna. A két testvér két oldalról közelítve sikerrel menti meg a férfit. A bicegő férfit a testvérek letámogatják a fogadóba.

### Kilencedik fejezet
A férfi Sylvius Hog, jogász professzor, parlamenti képviselő. A fejezet a norvég államberendezkedés bemutatása mellett felfedi Hog makulátlan becsületes jellemét. Megtudjuk, hogy a professzor az Norvégia egyik, ha nem a legnépszerűbb embere.

### Tizedik fejezet
Hog professzor tizenhét napon át lábadozik a dali fogadóban, teljesen betagozódik a Hansen családba. A két testvér úgy dönt, hogy a vendéget nem terhelik a mostanra már nagyon elmaradó Ole történetével. Amikor Hog távozik, meghívja a fiatalokat Kristiániába, ők pedig viszonzásképp Hulda esküvőjére.

### Tizenegyedik fejezet
Hog kérésére elmondják, hogy semmi hír Ole Kampról és a Viken-ről. A képviselő azonnal dönt, levelet ír Bergenbe a Viken tulajdonos Help családnak és pontos információkat kér. A postafordultával érkező kimerítő válaszban az ifjabb Help felveti a Viken elvesztésének lehetőségét is. Hulda összeomlik. A képviselő pár nap múlva elutazni készül, amikor a fővárosból futár hoz számára levelet. A Viken majd másfél hónapja elsüllyedt, derül ki a levélből. Amihez csatoltak egy palackba rejtett üzenetet, amit a tengerből halásztak ki. A papír 9672-es számú állami sorsjegy, ennek hátára írta Ole kedveséhez szóló búcsúüzenetét.

### Tizenkettedik fejezet
A sorsjegyből egymillió darabot adtak el, a főnyeremény százezer márka – e sorsjegyben bízott Ole, amikor titokzatos boldog jövőjükről beszélt Huldának az eljegyzésükkor. A sorsjegy hírét, a vőlegyén búcsúüzenetének történetét felkapta a sajtó, cikkek szóltak Oleről, Huldáról. Az írások hatására a sorsjegyre egyre vadabb ajánlatok érkeznek, több ezer márkát is adnának érte. Hulda ellenáll, nem adja szerelme utolsó sorait. Hog nem törődik bele a Ole feltételezett halálába, minden követ megmozgat, hogy bizonyosságot szerezzen arról, hogy nincs a Viken-nek túlélője. 

### Tizenharmadik fejezet
Hog Bergenbe utazik, a Help-családdal tanácskozva megpróbálják meghatározni a hajótörés helyét. Amint végeztek a számítással, a Telegraf kutató hajó kifut a tengerre.

### Tizennegyedik fejezet
A fogadóban ismét megjelenik Sandgoïst és a sorsjegyet akarja. Hulda természetesen nem adja, Joël majdnem tettlegességre ragadtatja magát, hogy kidobja az uzsorást. Ám az elmondja, hogy Harald Hansen halála után a felesége, a testvérek anyja, bankkölcsönt is felvett, spekulált, vesztett. Oly sokat vesztett, hogy a fogadóra vett fel kölcsönt, ami a napokban jár le. De Sandgoïst a sorsjegyért cserébe elengedi a tizenötezer márkát. Hulda anyjának adja a sorsjegyet, aki azt elcseréli a váltóra.

### Tizenötödik fejezet
Sandgoïst újságcikkekben tudatja, hogy nála a mágikus sorsjegy, és hajlandó azt eladni. Ám az egyik lap kideríti, hogy jutott hozzá, az érdeklődők eltűnnek. Hog közben visszatér és korholja a családot, hogy nem tőle kért anyagi segítséget. Mivel a sorshúzásig már csak pár nap, ezért Kristiániába hívja a két vonakodó testvért.

### Tizenhatodik fejezet
Kristiániába tartva meglátogatják Helmboë-kat, Drammenben pedig elhaladnak a gyűlölt Sandgoïst háza előtt is.

### Tizenhetedik fejezet
A két fiatal a fővárost járja. A Morgen Blad újság cikkéből Hog megtudja, hogy a Telegraf semmi nyomát sem találta a Viken-nek, a hajó után nem maradt semmi.

### Tizennyolcadik fejezet
Hog nászajándékot válogat Benett kereskedő raktárában.

### Tizenkilencedik fejezet
A sorsolás napja. A sorsolásra az egyetemen kerül sor, hat számot húznak ki, amelyek kiadják a nyertes sorsjegy sorszámát. A főnyeremény előtt kisorsolt kisebb nyeremények közül az egyiket Helmboë Szigfrida nyeri. És a főnyeremény nyerőszámának kihúzzák Ole 009672-es sorsjegyét! Ennél nagyobb meglepetést csak az okoz, hogy a nyereményért maga, Ole Kamp jelentkezik.
Ole Kampot a Genius dán brigg mentette ki és tette partra Kristiansundban, így a Telegraf már nem találhatta meg. Hogot a Tengerészeti Hivatal értesítette, ám a prof eltitkolta a jó hírt. Sőt, a tudós visszavásárolta tizenötezer márkáért a sorsjegyet Sandgoïsttól.
A dali fogadóban hatalmas lakodalmat tartottak.

## Szereplők
- Harald Hansen felesége (50), Hulda és Joël anyja, férje halála óta vezeti a fogadót Dalban,
- Hulda Hansen (18), Joel huga, Ole Kamp jegyese
- Joël Hansen (25), Hulda bátyja, hegyivezető Telemarkban, Ole unokatestvére és legjobb barátja
- Ole Kamp (23), árva, Joël és Hulda unokatestvére, a Viken vitorlamester, Hulda vőlegénye
- Sylvius Hog, 60 jogász professzor, parlamenti képviselő, Christiana városából
- Sandgoïst (60+) uzsorás Drammen városából
- Helmboë, Bamble legnagyobb földbérlője,
- Helmboë Szigfrida (18), Joël Hansen jegyese, Hulda Hansen nyoszolyó lánya
- Help család, bergeni hajótulajdonosok, a Viken halászhajó is az övék
- Andresen, Dal lelkésze
- Lengling felügyelő
- Benett, kereskedő Kristiániában

## Norvég reggeli 1862-ben
„… hideg sörleves, czitromszeletekkel, kenyérmorzsákkal behintett fahéjdarabok, lazacz czukros fehér mártásban, reszelt kenyérhéjban sült borjúszelet, angol módra készített roastbeef fűszerezett salátával, vanília-fagylalt, czukorban főtt burgonya, málna, cseresznye és mogyoró, Saint-Julien [vörösbor] …“

## Földrajzi helyek
A földrajzi egységek nevei Verne könyvében, jelezve, ahol a regény eltér a valóságtól.
- Telemark - Telemark norvég megye, a regény színhelye a megye észak-keleti sarka
- Dal - kis település Akershus megyében, a könyv elbeszélése alapján Telemarkban található
- Bamble - Telemark megye egyik, délen fekvő járása,
- Moel - Moelv Hedmark megyei település, földrajzilag Dalhoz közel. A regényben a regénybeli Daltól járóföldre lévő falu, a valóságban 95,8 km-re fekszik,
- Kristiánia - Norvégia fővárosát 1925 óta hívják Oslo-nak.
- Bergen - a könyv és a valóság egybeesik.
- Drammen - Buskerud megye székhelye, Buskerud szomszédos Telemarkkal, ez így van a regényben is. Buskerud megye Telemark megye és Akershus megye közt terül el,
- Vestfjord - észak-norvég fjord, a regény szerint járóföldre Hansenné fogadójától, repülővel 2:15 perces út,
- Tinn tó - Tinnsjå, tó Telemark megye északkeleti részén, a regény szerint járóföldre Hansenné fogadójától, valóságban 235 km a távolság,
- Rjukan - város Telemark északi részén, a Tinn tótól nyugatra, a közeli vízesésről híres, a regény szerint járóföldre Hansenné fogadójától, valóságban 231 km a távolság,
- Gaustatoppen - hegycsúcs a Tinn tó közelében
- Tinoset - Tinnoset falu a Tinn tó déli csücskében
- Fol tó - Follsjå, tó a Tinn tótól délre, pár kilométerre,
- Kongsberg - város
- Hangsund - város, mai nevén Hokksund, Buskerud megyében
- Kristiansund - város

## Magyar fordítások
A magyar fordítások egy része jelentősen eltér az eredetitől. Az Unikornis Kiadó Verne-sorozatában 1998-ban, Veressné Deák Éva fordításában megjelent kötet szövege végig erősen meg van húzva. Néhány rövidebb fejezetet összevontak, így ez a kiadás az eredeti 20 helyett 16 fejezetből áll. Joel nevét Jonra, Siegridét Fridára változtatták.
Kövér Ilma fordításából a 2. fejezet nagy része és a 18. fejezet teljes egészében hiányzik. 